# St. Ulrich (Gebensbach)

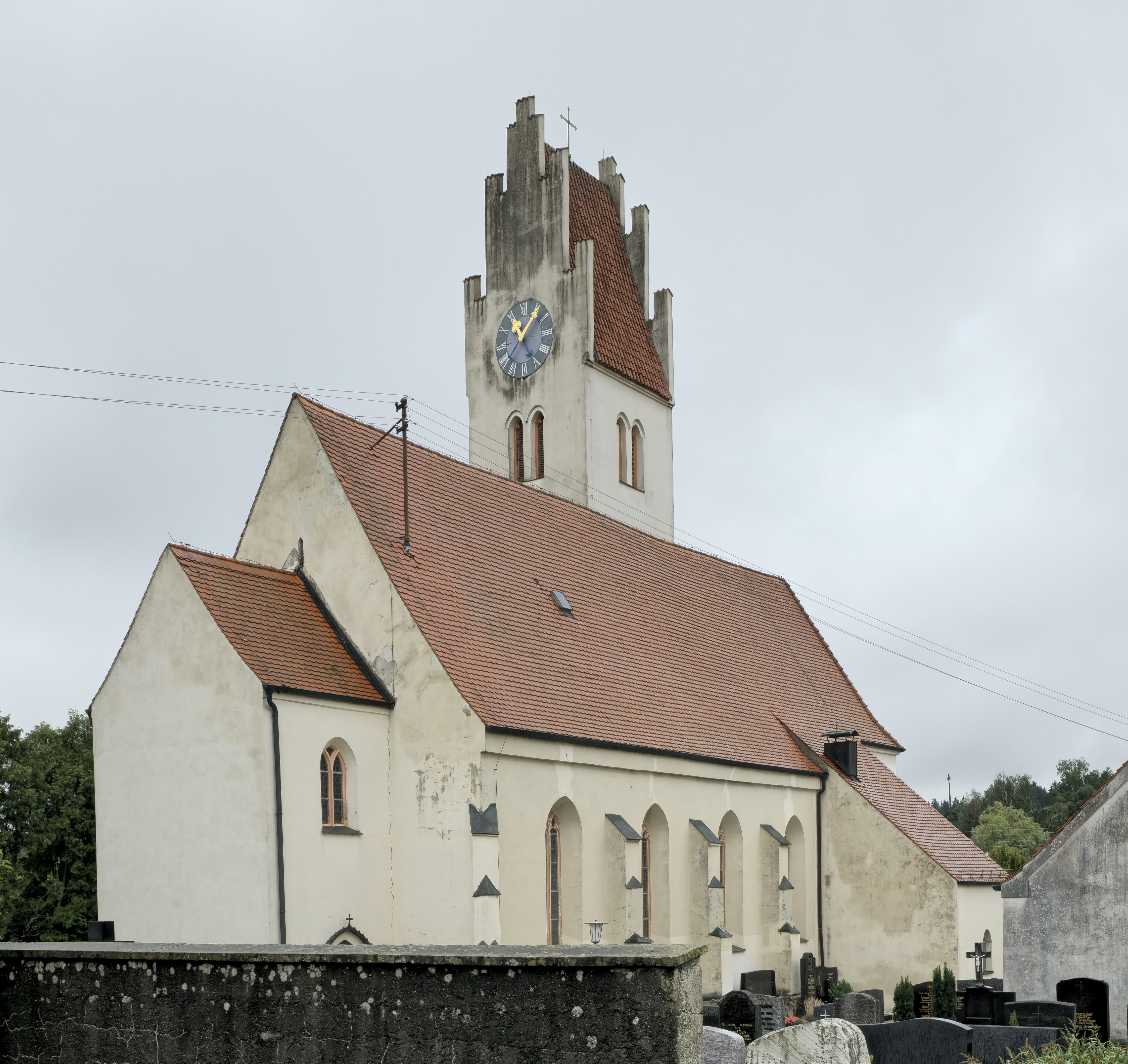
St. Ulrich in Gebensbach

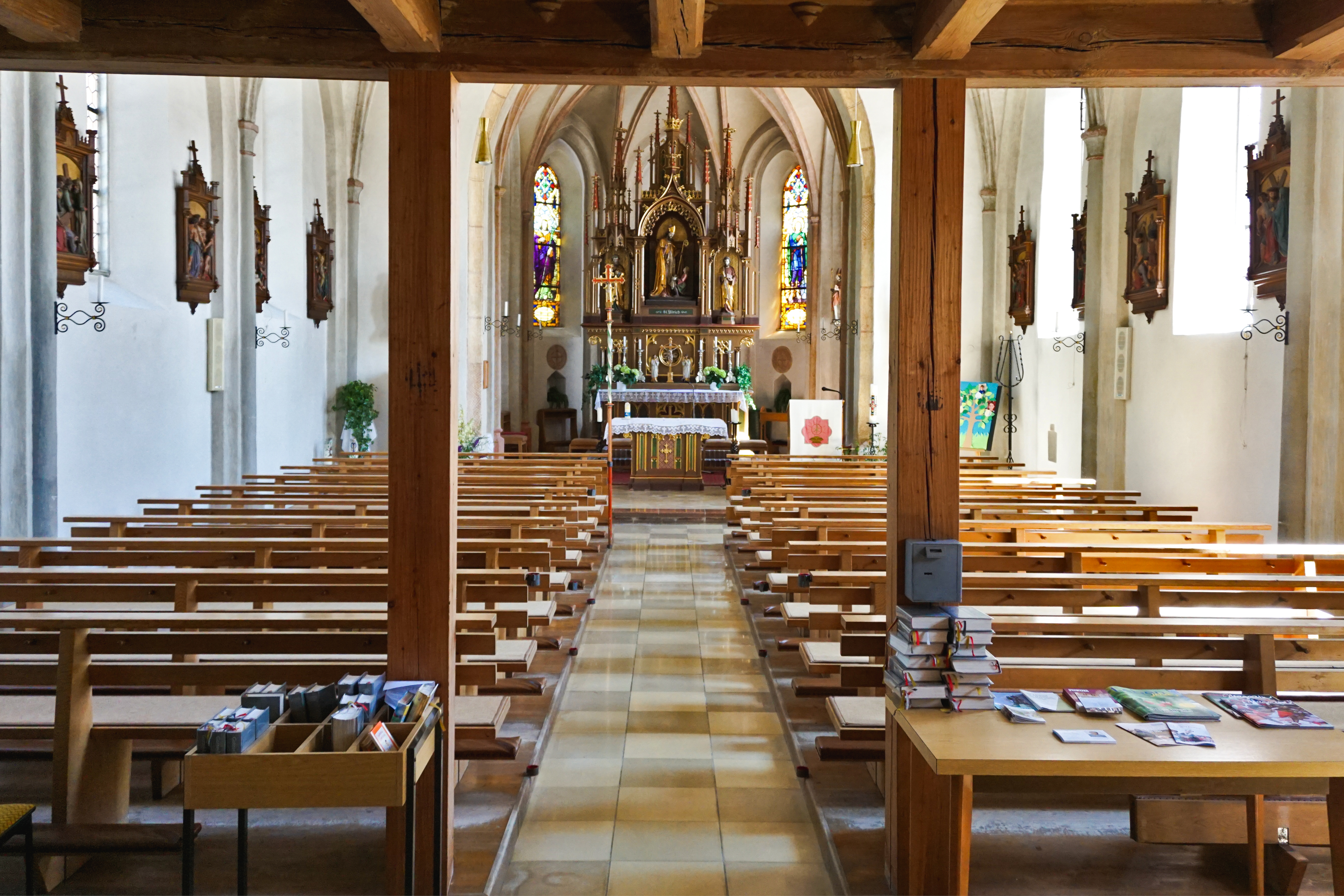
Innenraum

Die römisch-katholische Pfarrkirche St. Ulrich steht in Gebensbach, einem Gemeindeteil von Taufkirchen (Vils) im oberbayerischen Landkreis Erding. Das Bauwerk ist in der Liste der Baudenkmäler in Taufkirchen (Vils) als Baudenkmal unter der Nr. D-1-77-139-16 eingetragen. Die Kirche gehört zum Pfarrverband Velden im Dekanat Landshut des Erzbistums München und Freising.

## Beschreibung
Die spätgotische Wandpfeilerkirche wurde 1524 erbaut. Sie besteht aus dem von Strebepfeilern gestützten Langhaus, dem eingezogenen Chor mit Fünfachtelschluss im Osten, einem Vorzeichen vor der Fassade im Westen, einer Sakristei an der Südwand und einem Chorflankenturm an der Nordwand des Chors. Der Turm ist mit einem Satteldach zwischen neugotischen Staffelgiebeln gedeckt. 
Die Innenräume von Langhaus und Chor sind mit Netzgewölben überspannt. Die Glasmalereien der Fenster im Chor von 1927 stammen aus der Mayer’schen Hofkunstanstalt. Der 1884 gebaute neugotische Hochaltar wurde 1990 wieder aufgestellt.

## Orgel
Die Orgel mit 17 Registern auf zwei Manualen und Pedal wurde 1957 von Max Sax (St. Gregoriuswerk) erbaut. Dabei wurden einige Register aus dem Vorgängerinstrument von Max Maerz aus dem Jahr 1873 übernommen. 2015 wurde die Orgel von der Orgelbauwerkstätte Michael Jocher aus Peiting generalüberholt. Die Disposition des pneumatischen Kegelladen-Instruments lautet:
| I Manual C–g3 |    |
| Prinzipal     | 8′ |
| Gedackt       | 8′ |
| Gemshorn      | 8′ |
| Octave        | 4′ |
| Quintaden     | 4′ |
| Mixtur IV     | 2′ |

| II Manual C–g3 |       |
| Holzflöte      | 8′    |
| Salicional     | 8′    |
| Koppelflöte    | 4′    |
| Prinzipal      | 2′    |
| Quinte         | 1 ⁄3′ |
| Oktavzimbel II | 1′    |
| Zarttrompete   | 8′    |

| Pedal C–f1 |     |
| Subbaß     | 16′ |
| Zartbaß    | 16′ |
| Oktavbaß   | 08′ |
| Choralbaß  | 04′ |

- Koppeln: II/I, I/P, II/P
- Spielhilfen: 1 freie Kombination, Tutti, Auslöser, Crescendo, Pedalpiano ab, Crescendo ab